# 1544

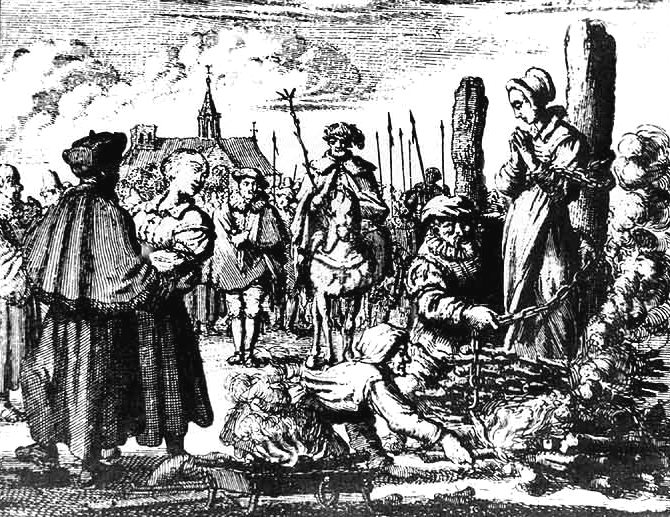
De wederdopers Maria van Beckum en haar schoonzuster Ursel worden als ketters verbrand

Het jaar 1544 was een schrikkeljaar dat op een dinsdag begon.

## Gebeurtenissen
mei
- 8 - Huwelijk van Lamoraal van Egmont en Sabina van Palts-Simmern
- 17 - De plaats Ayacucho krijgt per koninklijk decreet de stadstatus.
- 23 - Vrede van Spiers: Christiaan III van Denemarken heropent de Sont voor Nederlandse scheepvaart. Keizer Karel V erkent Christiaan als koning van Denemarken.

juni
- 25 - Een decreet van de landsheer Karel V gebiedt Antwerpen een marranenregister aan te leggen. Het wordt ook verboden de joden te helpen met emigratie naar Turkije.

juli
- 19 - De Engelsen slaan een beleg van Boulogne.

augustus
- De hertogdommen Sleeswijk en Holstein worden verdeeld tussen de zonen van Frederik I van Denemarken. Adolf krijgt Gottorp, Christiaan III van Denemarken het Sonderburgse deel en Johan de Oudere Halderslev.

september
- 18 - Vrede van Crépy: Frans I van Frankrijk doet afstand van alle aanspraken op Vlaanderen en Artesië en trekt zich terug uit de bezette gebieden in de Italiaanse Oorlog.
- 18 - De Franse havenstad Boulogne valt na een beleg van twee maanden in Engelse handen.

november
- 5 - Inwijding door Maarten Luther van de Torgauer Slotkapel, de eerstgebouwde protestantse kerk.
- 13 - Ursula van Werdum, de vrouw van Jan van Beckum, Heer van Kevelham, en haar schoonzuster Maria van Beckum, beiden doopsgezind c.q. mennonieten, worden wegens ketterij op de brandstapel ter dood gebracht op het Galgenveld bij Delden.

december
- 17 - Keizer Karel V bepaalt bij octrooi dat de zeegaten bij Edam en de Nieuwendam (bij Krommenie) moeten worden gesloten. Dit is feitelijk het begin van het Hoogheemraadschap van de Uitwaterende Sluizen in Kennemerland en West-Friesland.

zonder datum
- Blasco Núñez Vela wordt benoemd tot de eerste onderkoning van Peru.
- Gonzalo Pizarro komt in opstand. Hij verslaat Núñez Vela en roept zichzelf uit tot gouverneur van Peru.
- Gemma Frisius geeft de oudst bekende beschrijving van de camera obscura.
- In het Heilige Roomse Rijk wordt de jaarstijl ingevoerd waarbij 1 januari de eerste dag van het jaar is.
- Francisco de Orellana vertrekt naar Zuid-Amerika in een poging het gebied rond de Amazone te koloniseren.
- De Portugese handels- en ontdekkingsreiziger Lourenço Marques neemt het huidige Mozambique voor Portugal in bezit.
- Stichting van de Albertina-universiteit in Koningsbergen.
- Cornelis Anthonisz. vervaardigt zijn vogelvluchtkaart van Amsterdam.

## Beeldende kunst

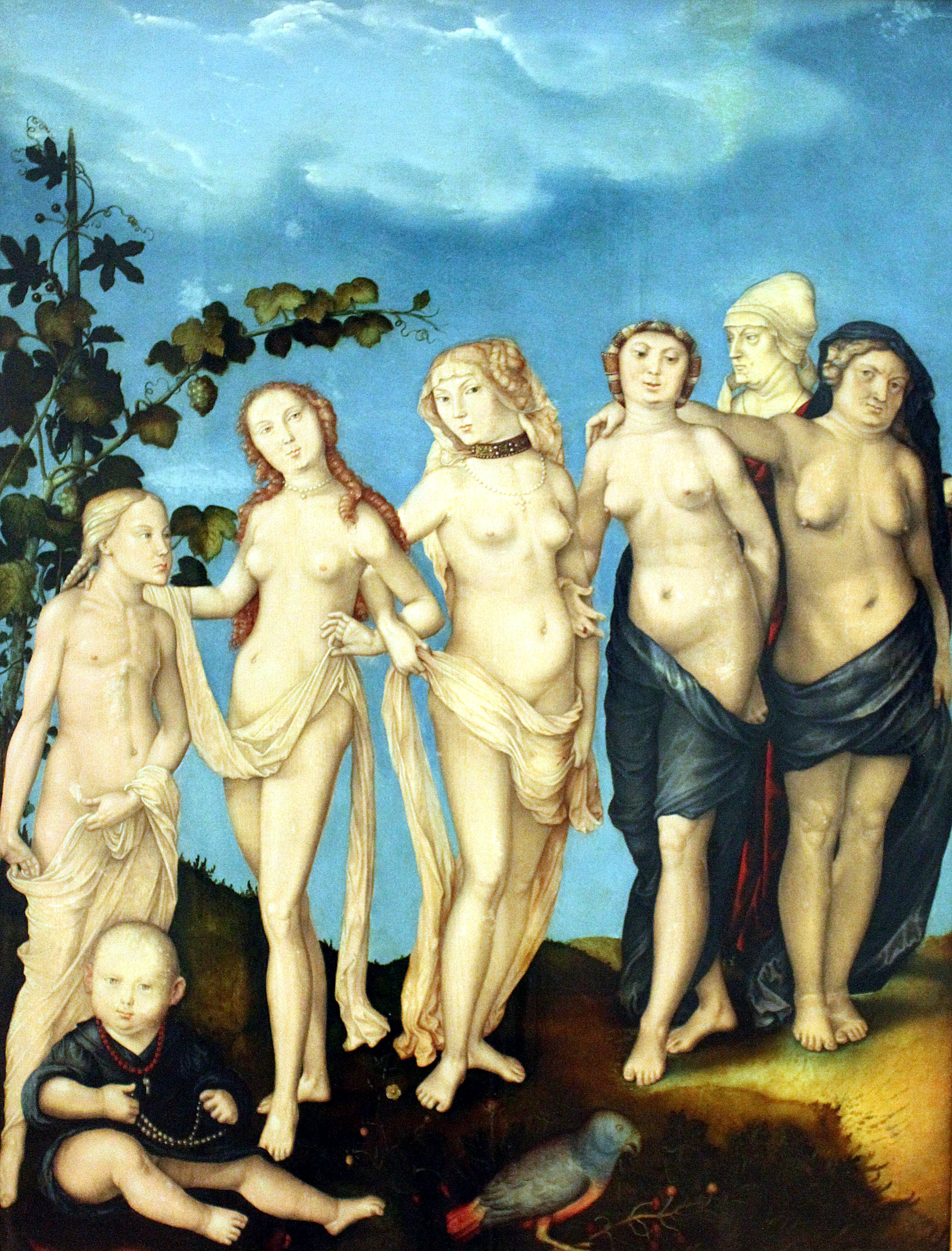
Hans Baldung: De zeven leeftijden van de vrouw
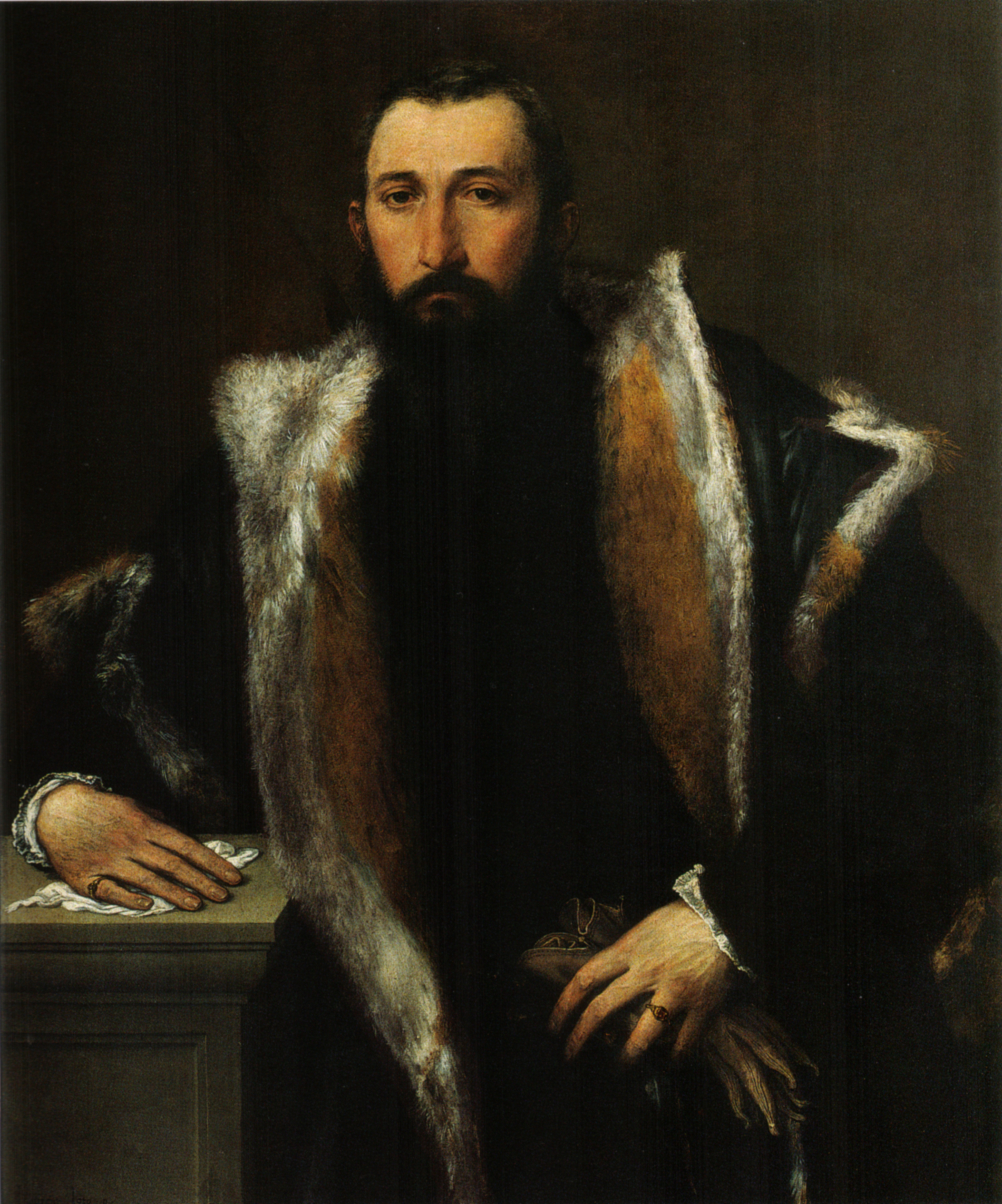
Lorenzo Lotto: Portret van Febo da Brescia
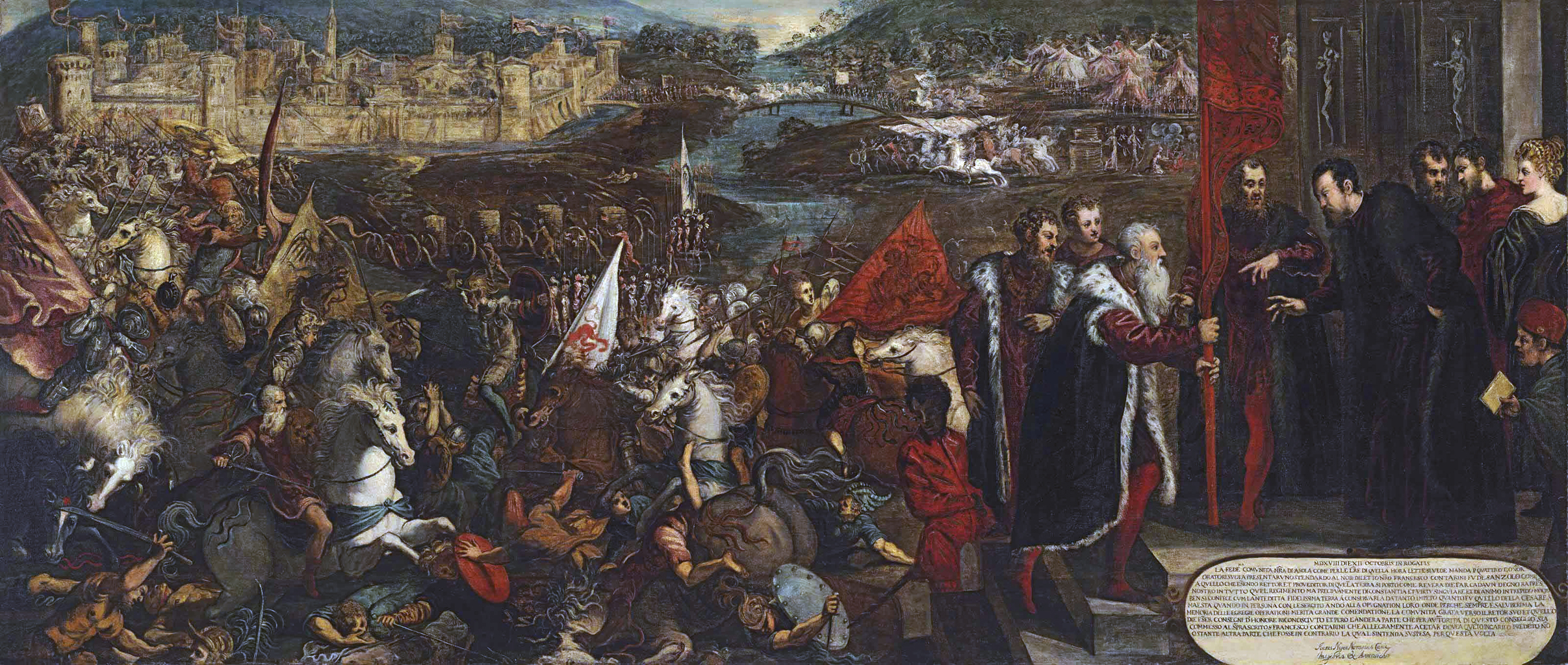
Tintoretto: Het beleg van Asola
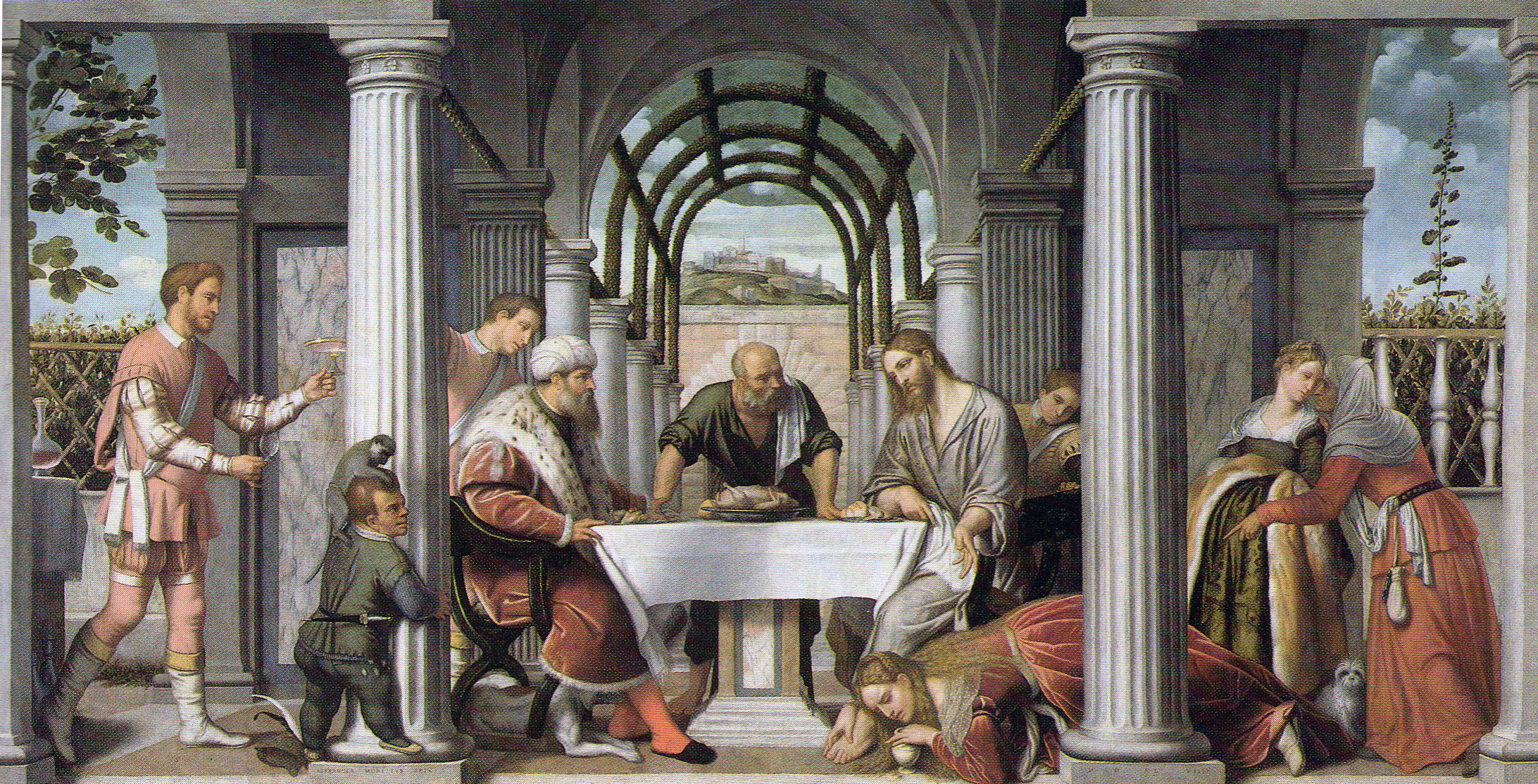
Moretto da Brescia: Maaltijd in het huis van Simon de Farizeeër

## Opvolging
- Bentheim - Arnold II opgevolgd door zijn zoon Everwijn III
- Gelre (stadhouder) - René van Chalon opgevolgd door Filips van Lalaing
- Holland, Zeeland en Utrecht (stadhouder) - René van Chalon opgevolgd door Lodewijk van Vlaanderen
- Inca - Manco Inca Yupanqui opgevolgd door zijn zoon Sayri Túpac
- Lotharingen en Bar - Anton opgevolgd door zijn zoon Frans I
- Luik - Cornelis van Bergen opgevolgd door Joris van Oostenrijk
- Manipur - Taangjaamba opgevolgd door Chalaamba
- Orange - René van Chalon opgevolgd door zijn neef Willem de Zwijger
- Rijnpalts - Lodewijk V opgevolgd door zijn broer Frederik II
- Palts-Veldenz - Ruprecht opgevolgd door zijn zoon George Johan I
- Saarbrücken en Saarwerden - Johan Lodewijk opgevolgd door zijn zoons Filips II, Johan III en Adolf

## Afbeeldingen

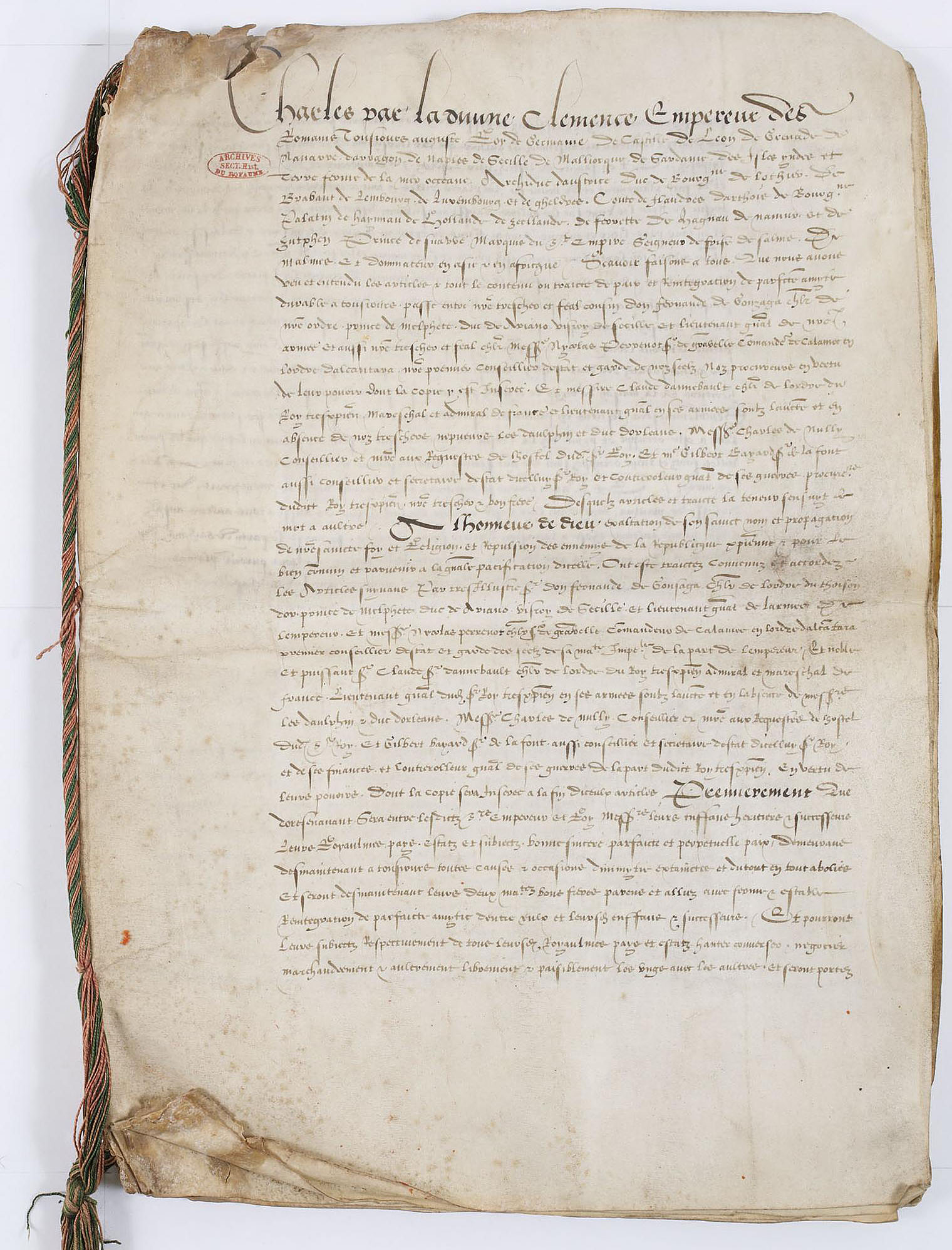
Ratificatie van de Vrede van Crépy door Karel V
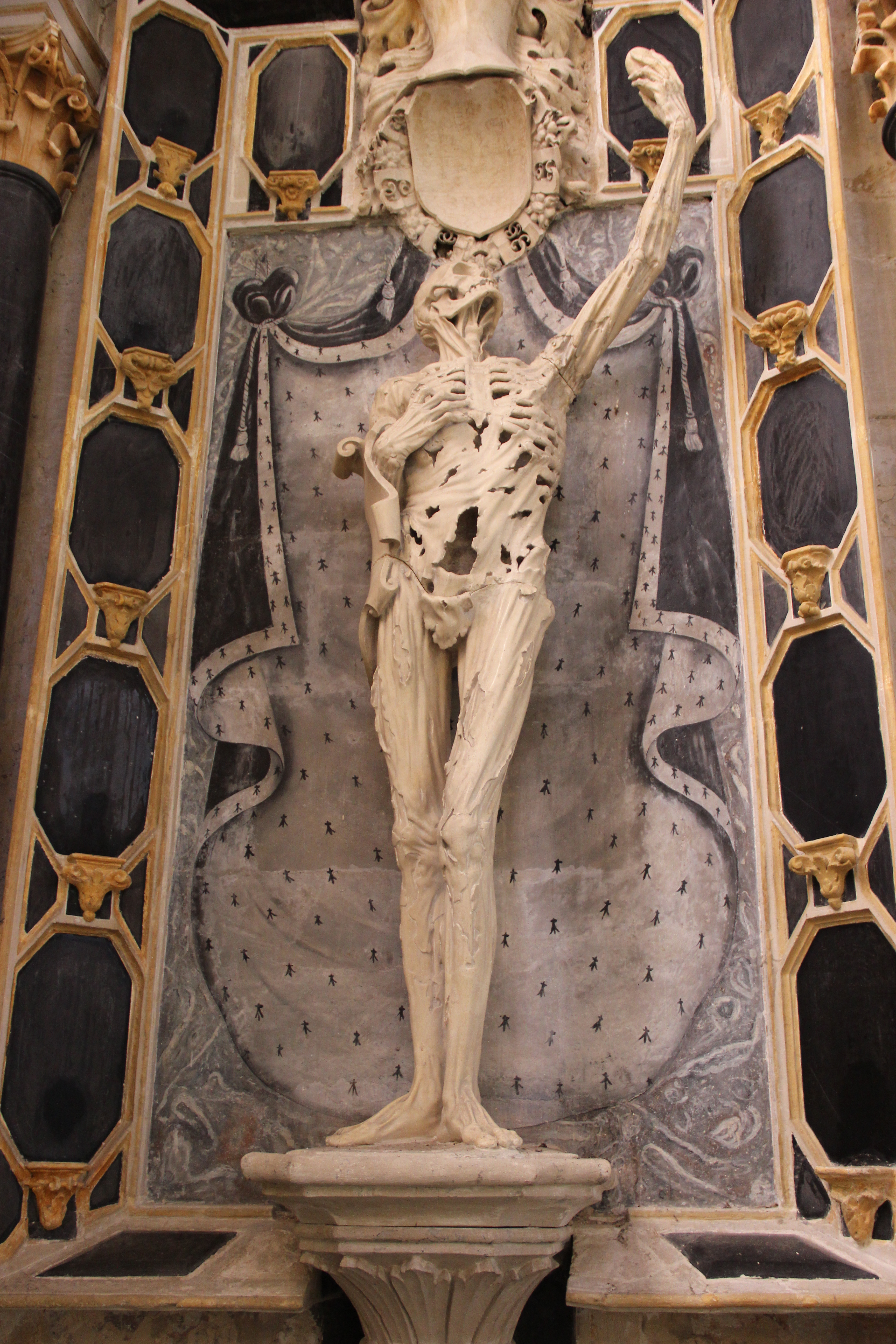
cenotaaf van  René van Chalon
wereldkaart van Sebastian Cabot.
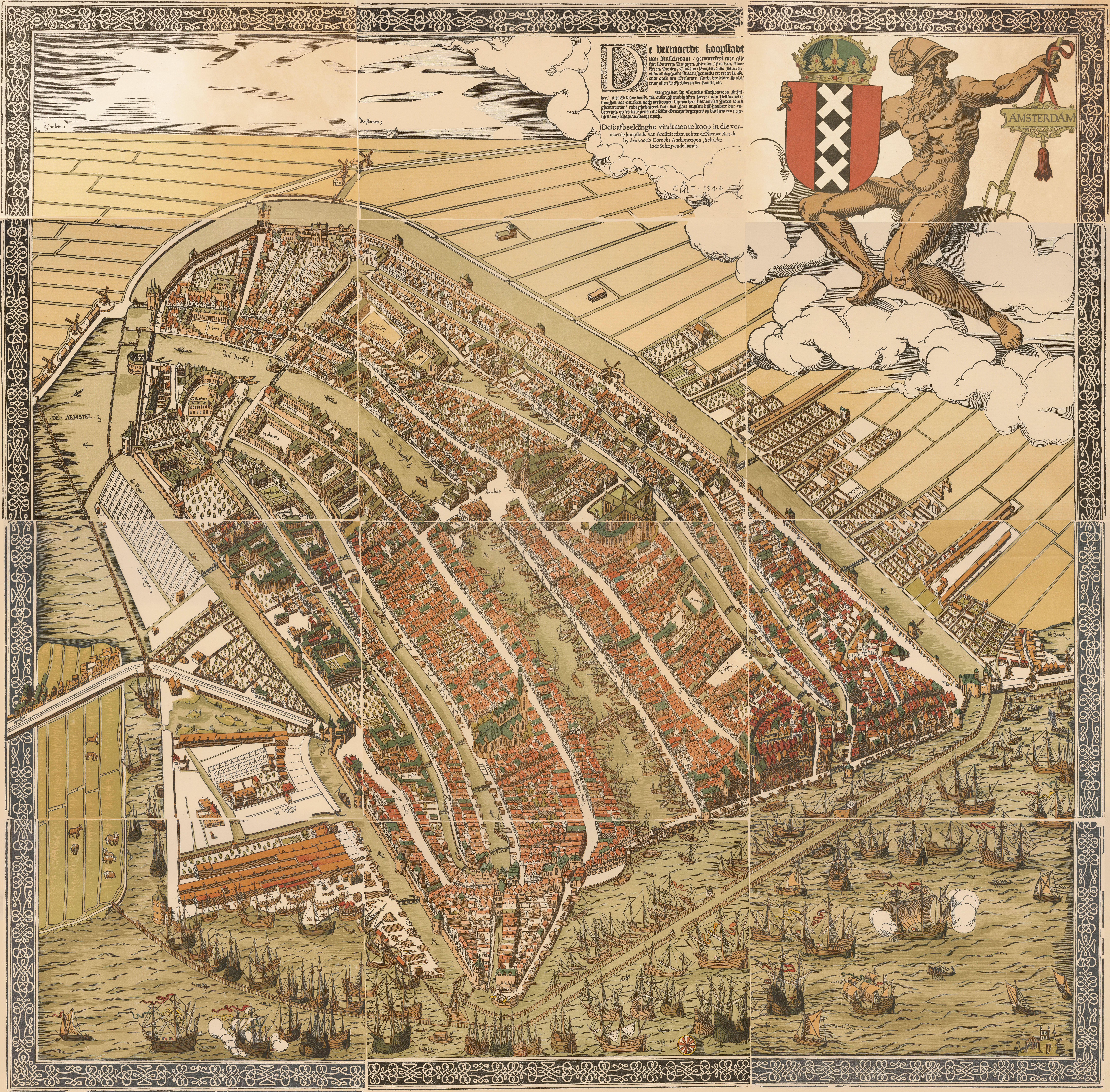
kaart van Amsterdam uit 1544 door Cornelis Anthonisz.
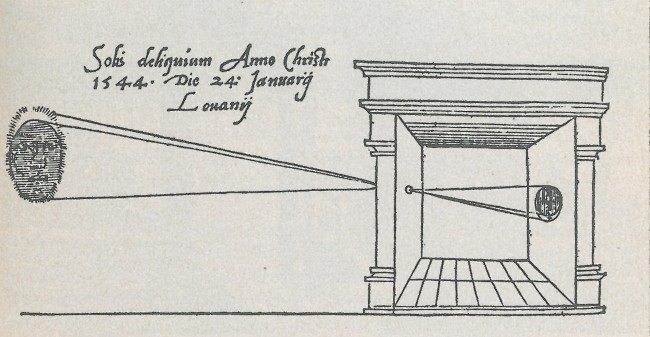
De camera obscura in het werk van Gemma Frisius
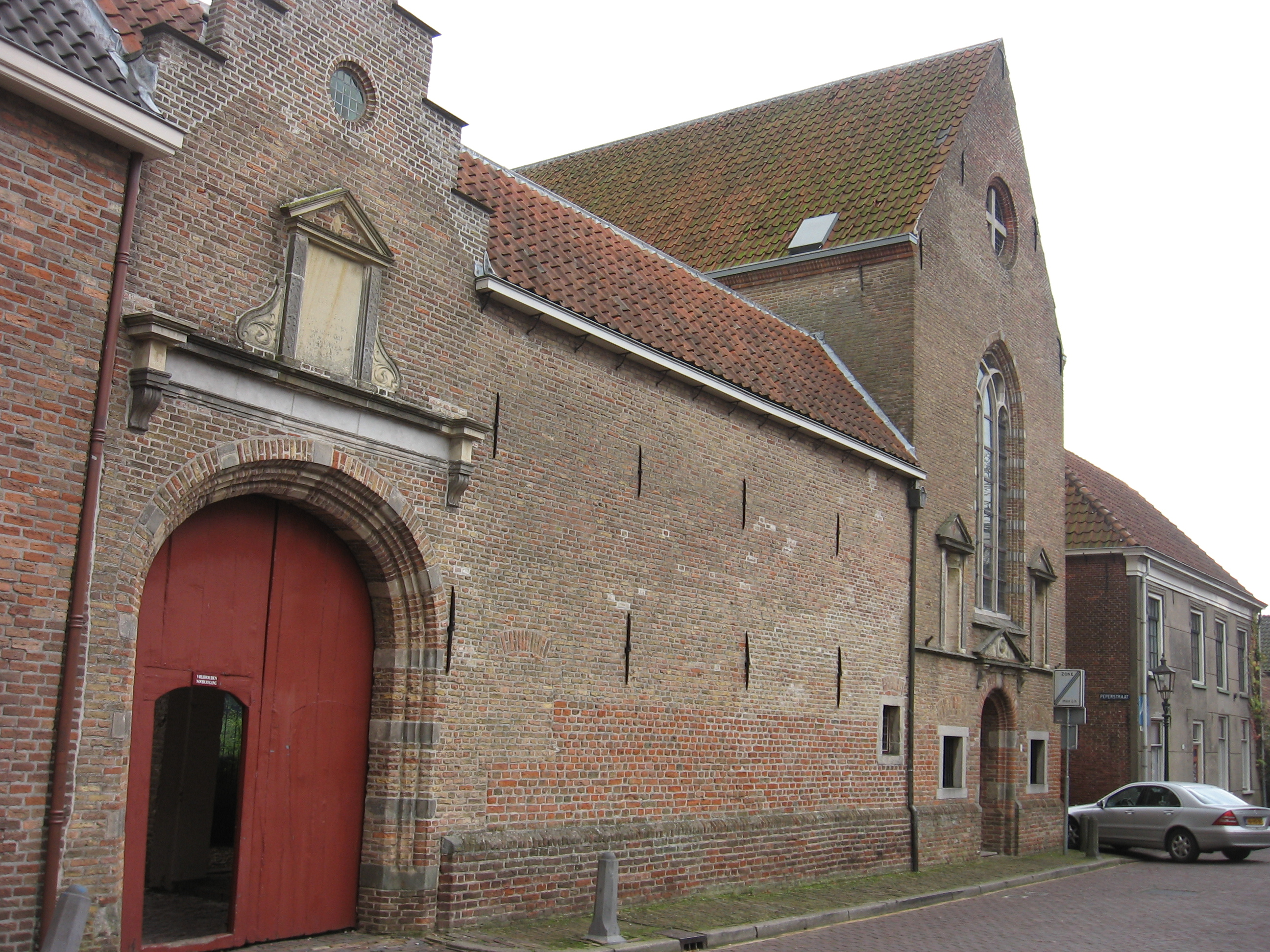
Commanderij van Sint-Jan, Montfoort (gesticht 1544)
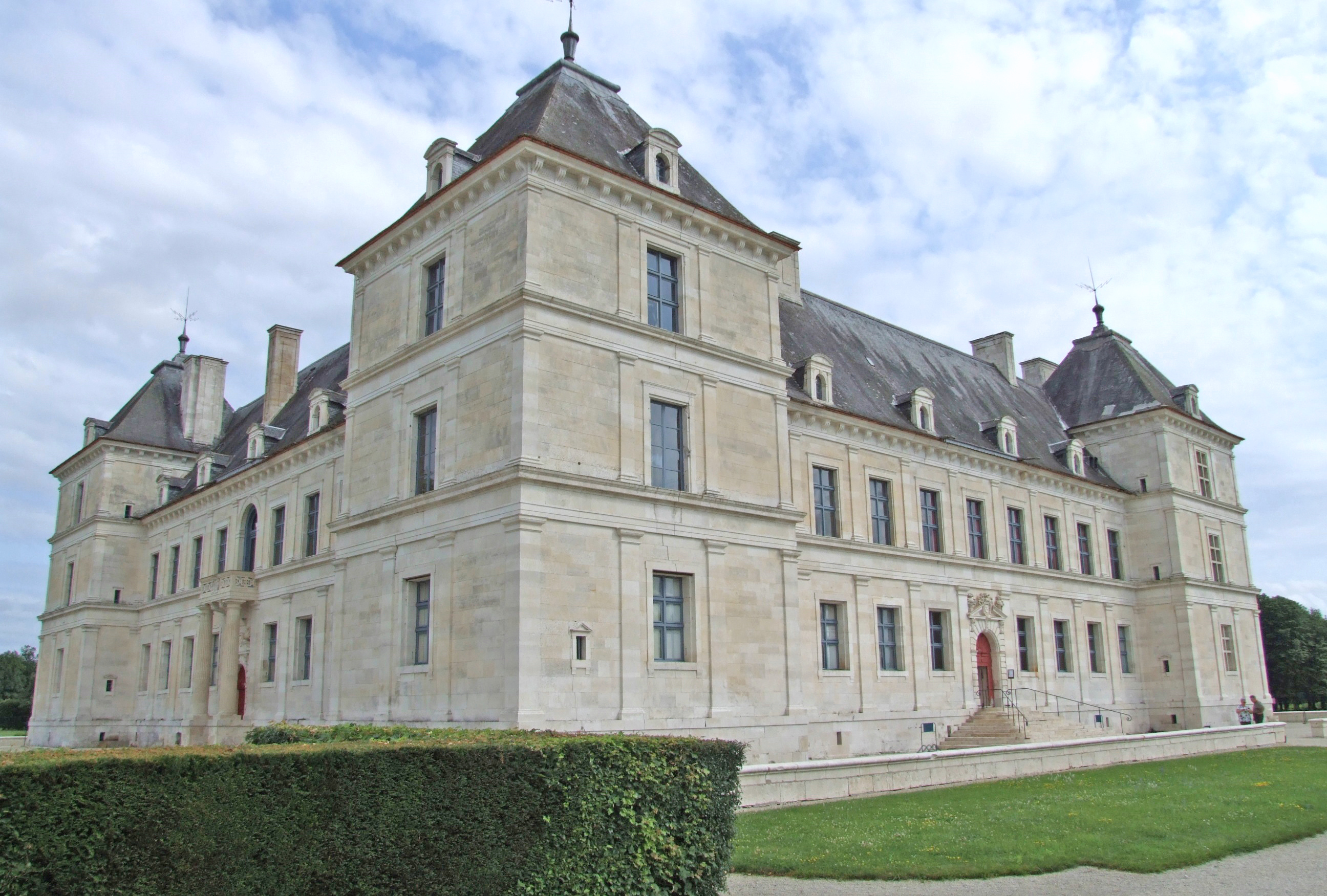
kasteel van Ancy-le-Franc (gebouwd 1544)

## Geboren
- 19 januari - Frans II, koning van Frankrijk (1559-1560)
- 30 januari - Giorgio Basta, Italiaans legerleider
- 11 maart - Torquato Tasso, Italiaans dichter
- 20 april - Renata van Lotharingen, echtgenote van Willem V van Beieren
- 24 mei - William Gilbert, Engels geleerde
- 9 augustus - Bogislaw XIII van Pommeren, Duits edelman
- 1 oktober - Jacob van Nevers, Frans edelman
- 23 december - Anna van Saksen, echtgenote van Willem van Oranje
- Engelbert Boonen, Zuid-Nederlands geestelijke
- Gillis van Coninxloo, Zuid-Nederlands kunstschilder
- William Knollys, Engels edelman
- Elisabeth van Manderscheid-Blankenheim, Duits edelvrous
- Nikaido Moriyoshi, Japans daimyo
- Dirck Gerritsz. Pomp, Nederlands ontdekkingsreiziger
- Tsuchiya Masatsugu, Japans samoerai
- Joos van Winghe, Zuid-Nederlands kunstschilder
- Jan III van Beieren-Schagen, Nederlands edelman (jaartal bij benadering)
- Ambrosius Francken, Zuid-Nederlands schilder (jaartal bij benadering)
- Uri Halevi, Nederlands rabbijn (jaartal bij benadering)
- Thoma Paget, Engels edelman (jaartal bij benadering)
- Scipione Pulzone, Italiaans kunstschilder (jaartal bij benadering)
- Sigismund Rákóczi, vorst van Zevenburgen (jaartal bij benadering)

## Overleden
- 25 januari - William Fitzalan (~67), Engels edelman
- 4 februari - Johan Goltstein, Noord-Nederlands edelman
- 16 maart - Lodewijk V (65), keurvorst van de Palts
- 22 maart - Johannes Magnus (56), Zweeds aartsbisschop
- 12 april - James Stuart (~44), Schots edelman
- 30 april - Thomas Audley (~55), Engels jurist
- 4 mei - Pierre de la Baume (~66), Bourgondisch kardinaal
- 29 mei - Jacobus Latomus (~68), Zuid-Nederlands theoloog
- 14 juni - Anton van Lotharingen (55), hertog van Lotharingen
- 18 juli - René van Chalon (25), Duits-Frans-Nederlands edelman
- 28 juli - Ruprecht van Palts-Veldenz (~38), Duits edelman
- juli - Marco Grimani (~50), Venetiaans politicus en diplomaat
- 10 september - Girolamo da Treviso, Italiaans kunstschilder
- 12 september - Clément Marot (47), Frans dichter
- 25 september - Valerius Cordus (29), Duits arts en botanicus
- 1 oktober - Jacob van Halewyn (~69), Zuid-Nederlands politicus
- 13 november - Ursula van Beckum, Noord-Nederlands edelvrouw (verbrand wegens ketterij)
- Arnold II van Bentheim-Steinfurt (~46), Duits edelman
- Johanna I Corsselaar van Wittem (~49)
- Willem Derby (~39), Iers-Zuid-Nederlands kunstschilder
- Catharina van Egmond (~53), Noord-Nederlands edelvrouw
- Nuño Beltrán de Guzmán, Spaans conquistador
- Lucas Horenbout, Zuid-Nederlands kunstschilder
- Manco Inca Yupanqui (~28), Incakeizer (1534-1544)
- Michaël Mercator (~53), Zuid-Nederlands instrumentenmaker
- Eligius Pruystinck, Zuid-Nederlands sekteleider
- Margaret Roper (~38), Engels filosofe
- Catharina van Schengen (~54), Nederlands edelvrouw